# Ратьен, Ханс-Георг
Ханс-Георг Ратьен (нем. Hans-Georg Ratjen; 26 мая 1909, Берлин — 21 августа 1994, Мюнхен) — немецкий дирижёр.
Учился в Кёльне, затем работал в театральных оркестрах Берлина (в том числе корепетитором в Кролль-опере). С 1935 г. второй дирижёр и хормейстер Вюрцбургской оперы, одновременно в 1937—1938 гг. второй дирижёр в Байройте. В 1939—1945 гг. музыкальный руководитель земельного театра в Инсбруке. В 1945—1950 гг. дирижёр Мюнхенской оперы. В 1950—1955 гг. генеральмузикдиректор Ольденбурга, затем в 1955—1961 гг. — Вупперталя (с руководством Симфоническим оркестром Вупперталя).
Известен, в частности, как энтузиаст возрождения оперных сочинений Клаудио Монтеверди; в частности, в 1961 г. в Вуппертале дирижировал премьерой его первой оперы «Орфей» в переработке Эриха Краака, а в 1962 г. осуществил запись «Коронации Поппеи». Другой композитор, с творчеством которого связано имя Ратьена, — Леош Яначек: ещё в 1947 г. в Мюнхене Ратьен дирижировал постановкой оперы «Катя Кабанова», а в 1961 г. в Вуппертале дирижировал первым сценическим исполнением первоначальной авторской редакции оперы «Из мёртвого дома». Критика также высоко оценила ещё одну работу Ратьена 1961 года — оперу Пауля Хиндемита «Кардильяк». Среди записей Ратьена — «Виллисы» Джакомо Пуччини.